# مدرسه مستنصریه

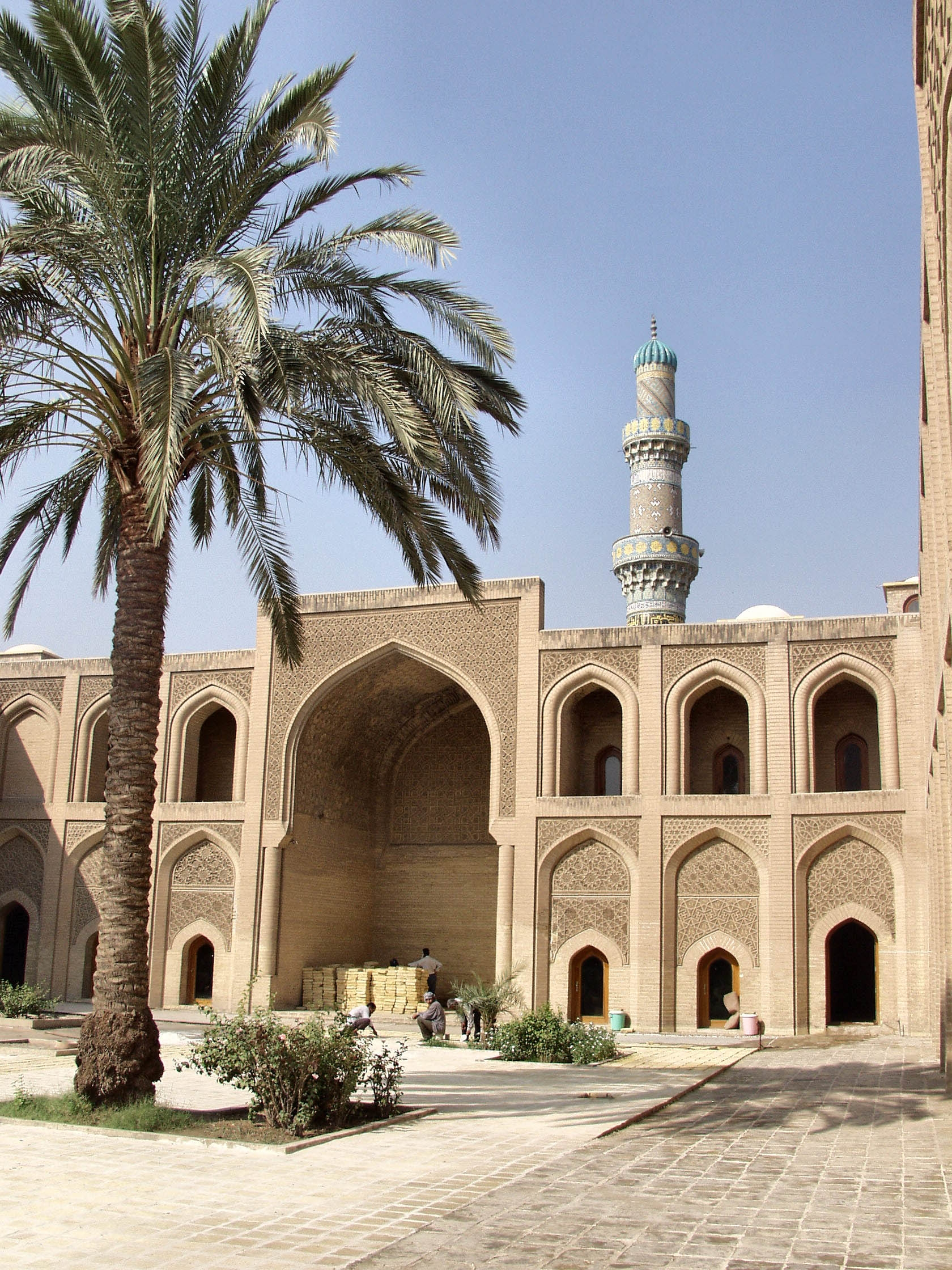
صحن درونی مدرسه مستنصریه.

مدرسه مُستَنصَریّه از مکان‌های تاریخی شهر بغداد عراق و از قدیمی‌ترین مدرسه‌های دینی در جهان و از جمله بناهای معدودی است که از روزگار عباسی برجای مانده است. امروزه این مدرسه در سمت شرق بغداد (رصافه) و در بازار خفافین، در نزدیکی پل الشهدا قرار دارد.
مدرسه مستنصریه از مراکز آموزش عالی بود جهت تدریس علوم دینی مذاهب چهارگانه اهل سنت که به دستور مستنصر باللَّه عباسی در سال‌های ۶۲۶ تا ۶۳۱ هجری قمری (۱۲۲۸ تا ۱۲۳۴ میلادی) ساخته شد و ساختمان آن تاکنون باقی است. مدرسه مستنصریه بعدها جزء مدرسهٔ نظامیه شد. این مدرسه نمایانگر نمونه مدارس آن دوره است و از ساختمان عظیم و بزرگ و شبستان‌ها و اتاق‌های تدریس فراوان برخوردار است. ساختمان این مدرسه ویرانی‌های حمله مغول را از سر گذراند و پس از آن مرمت شد.
این مدرسه آخرین عمارت بزرگی بود که عباسیان در بغداد بنا کردند. بنا به گفته وصّاف، این مدرسه یکی از کارهای خیری بود که خلیفه دو مخزن طلا را که از پدر بزرگش ناصر به جا مانده بود، صرف آن کرد.
این مدرسه در حقیقت برآورنده این خواسته آشکار مستنصر بوده که مدرسه‌ای تأسیس کند تا نظامیه را تحت‌الشعاع قرار دهد، چرا که مدرسه قدیمی‌تر نظامیه ظاهراً برتری خود را به عنوان یک مرکز علمی حفظ کرده بود و تا مدت‌ها بهترین مغزهای اسلام را به عنوان استاد و دانشجو در خود حفظ می‌کرد. اما یقیناً مدرسه جدید مستنصریه تجملاتی به محصلین عرضه کرد که هرگز در مؤسسات قدیمی‌تر از آن‌ها بهره‌مند نشده بودند. خلیفه آن قدر شیفته مدرسه بود که هر روز از آن بازدید می‌کرد. وی اغلب در یک کوشک در باغی در مجاورت مدرسه می‌نشست و از آنجا می‌توانست بدون اینکه دیده شود به مباحث دانشجویان گوش دهد. مدرسه شامل چهار تالار بود که هریک به یکی از چهار مکتب اهل سنت اختصاص یافته بودند. در هر تالار یک استاد ناظر بر هفتاد وپنج دانشجو بود. استادان، حقوق ماهیانه دریافت می‌کردند و هر دانشجو یا محصل علاوه بر آموزش و معاش رایگان، ماهیانه یک دینار طلا مقرّری دریافت می‌کرد.

## سایر مکان های تاریخی موجود در مدرسه
جامع الصفویه، که امروزه به نام الآصفیّة شهرت دارد و پیش‌تر به نام «دارالقرآن المستنصریه» مشهور بوده و همزمان با مدرسه مستنصریه ساخته شده است. این بنا در فاصله کوتاهی از مدرسه مستنصریه قرار دارد. در یکی از اتاق‌های این مسجد که پنجره آن به بازار باز می‌شود، آرامگاه شیخ کلینی و قاضی ابوالفتح کراچکی از بزرگان امامیه و درگذشته سال ۴۴۹ ه. قرار دارد.
در مشرق مدرسه مذکور قبر اسماعیل بن موسی بن جعفر است. در شمال مدرسه و در برابر سر درب تاریخی آن قبر علی بن محمد سمری  نایب و وکیل چهارم پیشوای دوازدهم شیعیان در دوره غیبت صغری قرار دارد. در زاویه شمال غربی مدرسه مستنصریه خانه سندی بن شاهک زندان‌بان هفتمین پیشوای شیعیان و زندانی که هفتمین پیشوای شیعیان در آن حبس بوده است؛ قرار دارد.